# Maule (Talca)
Maule ist eine Stadt und Gemeinde in der Provinz Talca in der Región del Maule in Chile. Bei der Volkszählung im Jahr 2017 hatte sie 49.721 Einwohner. Die Gemeinde erstreckt sich über eine Fläche von 238,2 km².

## Geschichte
Seit der Zeit der Inka-Herrschaft hatte das Gebiet der heutigen Gemeinde Maule eine bedeutende Kommunikations- und strategische Funktion aufgrund seiner Nähe zum gleichnamigen Fluss. An diesem Ort wurde ursprünglich im Jahr 1692 die Villa de San Agustín gegründet, die heute, rund 12 Kilometer weiter nördlich, als Stadt Talca bekannt ist. In der Nähe dieses Gebiets wurde Mitte des 18. Jahrhunderts das Dorf Duao gegründet, das für eine gewisse Zeit den Gemeindesitz bildete.
Im 19. Jahrhundert entwickelte sich im Gebiet von El Chivato ein kleiner Bergbau, was viele Menschen in diese Region zog. Es entstanden mehrere Siedlungen, wobei Peumo die bedeutendste war. Anfang des 20. Jahrhunderts wurde dieser Ort in „Maule“ umbenannt – möglicherweise inspiriert vom gleichnamigen Ort in Frankreich. Im Jahr 1927 wurde der Gemeindesitz von Duao nach Maule verlegt, was bis heute Bestand hat.
Im Jahr 1990 begann die Besiedlung des nördlichen Gemeindeteils mit dem Lager „Villa Francia“. Im Jahr 2003 setzte die eigentliche städtische Entwicklung dieser Zone ein, wodurch sie zum wichtigsten Wohngebiet für die Mittelschicht aus der Stadt Talca wurde. Dieser Bereich ist heute unter dem Namen „Maule Norte“ bekannt. Aus diesem Grund wird der ursprüngliche Gemeindesitz umgangssprachlich als „Maule Centro“ bezeichnet, um ihn vom angrenzenden Bereich bei Talca zu unterscheiden.

## Bevölkerung
Laut der Volkszählung des Nationalen Statistikinstituts von 2002 hatte Maule 16.837 Einwohner; davon lebten 6739 (40 %) in städtischen Gebieten und 10.098 (60 %) auf dem Land. Zu dieser Zeit gab es 8691 Männer und 8146 Frauen. Die Bevölkerung wuchs zwischen den Volkszählungen von 1992 und 2002 um 22,3 % (3068 Personen). Im Jahr 2017 zählte man 49.721 Personen.